# 楓きみか
楓 きみか（かえで きみか、1987年9月26日 - ）は、日本のニューハーフでAV女優である北海道出身、AB型。

## 略歴
- 2009年11月25日、OPERAから「衝撃デビュー！ ありえないほど激潮シーメール 楓きみか」でデビュー。

## 作品

### アダルトビデオ
2009年
- 衝撃デビュー！ ありえないほど激潮シーメール 楓きみか（2009年11月25日、OPERA）
- 女子肛交生シーメール 激潮も中出し精液も飲みまくり 楓きみか（2009年12月25日、OPERA）

2010年
- シーメールに逆AFされたい！ 楓きみか（2010年1月25日）
- 初めてのシーメールレズ 楓きみか 心（2010年3月25日）
- 極上シーメール全員集めちゃいましたっ！18人8時間BEST！！（2010年4月23日）
- 突きヌケル快放感！ペニバンアナル 管野しずか（2010年5月27日）
- ニューハーフ緊縛遊戯（2010年5月28日）
- 女性限定の洗体エステにニューハーフのお客さんが来ちゃった！？（2010年5月28日）
- 極上三姉妹シーメール 志穂美カノン 楓きみか 松下瑠衣 激潮カマレズ・2連結・6P中出し大乱交（2010年6月7日）
- 潮吹きするニューハーフ楓きみか ＆ 爆射精する激カワ素人ニューハーフ in ソープランド（2010年6月25日）
- ニューハーフ女神シリーズ01 絶頂潮吹き 楓きみか（2010年6月28日）
- 真 100％まるごと楓きみか（2010年6月29日）
- 潮吹きシーメール 楓きみか COMPLETE BOX 240SP（2010年7月23日）
- シーメール女子校生 全部見せます！8時間2枚組BEST（2010年8月6日）
- ニューハーフ大ビューティー祭り volume04（2010年8月25日）
- レオタードもっこりニューハーフ娘達（2010年8月25日）
- 本当にあった！！ニューハーフ御用達 性感エステサロン 5 射精させちゃうスペシャルコース付き（2010年8月25日）
- 女のフェラより絶対気持ちイイ！！ シーメール32名快感フェラBEST4時間（2010年9月7日）
- 潮吹きぶっかけニューハーフ 楓きみか（2010年9月13日）
- OPERA 2009年全13タイトル下半期BEST 8時間2枚組（2010年9月24日）
- 黒GALとニューハーフ ひなのりく 楓きみか（2010年10月13日）
- 全ての男をM男に変える 恐るべきデカチン逆アナルFUCKBEST（2010年11月5日）
- オペラ5周年記念DVD24時間6枚組（2010年12月19日）

2011年
- 街で噂の看板娘はニューハーフ 楓きみか（2011年3月15日）
- 女と女とニューハーフ 3（2011年4月24日）
- ニューハーフ崩落 紅辱のアナル倒錯（2011年5月29日）
- OPERAニューハーフ作品全タイトル見せます2010！8時間2枚組（2011年6月19日）
- 排泄まる見え！浣腸潮吹きWアクメ 2D＆3Dダブルセット（2011年7月28日）
- バックで犯されるニューハーフ全員見せます！33名8時間（2011年8月14日）
- The Very BEST of 楓きみか（2011年8月15日）
- 女装娘限定！ 立ちんぼニューハーフ（2011年8月20日）
- ニューハーフの大量潮吹きBEST 全員見せます！！（2011年11月18日）